# 第27独立親衛自動車化狙撃旅団 (ロシア陸軍)
第27独立親衛自動車化狙撃旅団（だい27どくりつしんえいじどうしゃかそげきりょだん、ロシア語: 27-я отдельная гвардейская мотострелковая бригада、略称27 гв.омсбр）は、ロシア陸軍の旅団。第1親衛戦車軍隷下。

## 歴史
1940年9月2日、第535狙撃連隊として創設。
1944年5月24日、連隊はセヴァストポリの名誉名を授与される。
- 1980年代初め：第2親衛自動車化狙撃師団から独立して第27独立親衛自動車化狙撃旅団に改編された。ソビエト軍の模範部隊であり、完全充足され、モスクワ郊外に駐屯した。
- 1980年代末：ソ連国家保安委員会（KGB）所属となる。
- 1990年代：ロシア連邦軍に復帰

## 編制
- 3個自動車化狙撃大隊
- 戦車大隊
- 2個自走榴弾砲大隊
- ロケット砲大隊
- 対戦車砲大隊
- 高射ミサイル大隊
- 工兵大隊
- 通信大隊
- 物資保障大隊
- 修理大隊
- 統制・砲兵偵察中隊
- 偵察中隊
- 放射線・化学・生物学防護中隊
- 衛生中隊
- 警備中隊
- 狙撃手小隊

## 装備
- T-80 x40
- T-80K x1
- MT-LB x33
- 152mm自走榴弾砲2S1「グヴォージカ」 x12
- 120mm迫撃砲2S12「サニ」 x18
- 100mm砲MT-12「ラピラ」 x12
- 自走対戦車誘導弾複合体9P148「コンクールス」 x12
- BTR-70/80 x130
- BRDM-2 x4
- 戦闘車9A34（35）「ストレラ-10」 x6
- ZU-23-2 x6

## 戦争犯罪の疑い
ラジオリバティは、ウクライナの諜報機関の情報源より、傍受した通話の録音と電話番号の提供を受けた。イジューム方面からの撤退の様子を同僚に語る会話中に「ハルキウ撤退の折（9月25日）に、酔っぱらった司令官が民間人の高齢女性を刺殺し、他の将校がその夫を射殺した」という内容があったため調査し、電話番号の主が第27独立親衛自動化狙撃旅団の兵士であると分かった。
第27旅団指揮官のセルゲイ・サフォノフ大佐の友人や元同僚に取材したところ、誰も驚いてはおらず、否定しようともしなかったという。母親・妻は回答せず、SNSを閉鎖したり電話を切っている。電話番号から特定された兵士は匿名のウクライナの活動家から録音内容を知り、自分は入院中で通話相手は同僚であったと説明した。活動家の質問に答えるかたちで「正直なところ、女性に関してはもちろん（殺す必要はない）」と話したという。また兵士は入院中の病院でこの殺人について捜査官から聴取を受けたことも明かした。ロシアの弁護士によると証人を尋問するという事実そのものが、容疑者がその時点ですでに拘留されていたことを示している可能性が高いという。サフォノフ大佐は11月15日以来、フコンタクテにログインしておらず、最後にViberにログインしたのは13日であった。この事件の調査中に判明したサフォノフ大佐の携帯電話番号2つはオフのままである。